# Coppa Florio
Ne doit pas être confondu avec Targa Florio ou Coupe Florio.

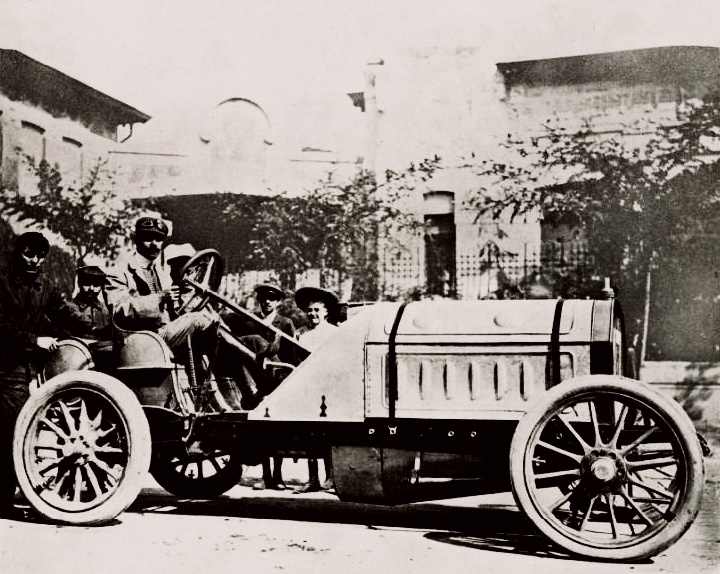
Giovanni Battista Raggio, vainqueur de la Coppa Florio 1905 sur Itala 100 HP

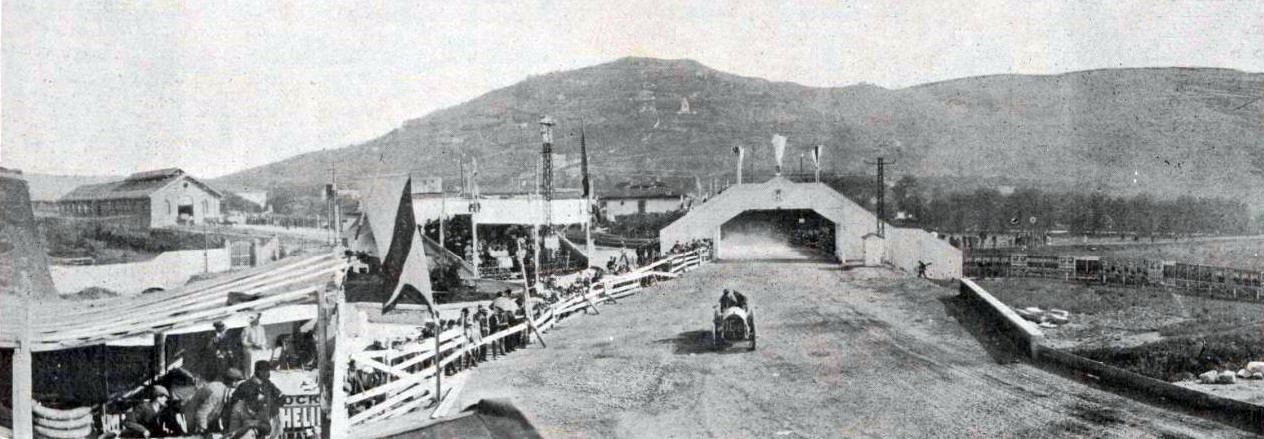
Vue panoramique des tribunes de la coupe du circuit de Brescia, en 1907

La Coppa Florio (en français : Coupe Florio), est une compétition automobile disputée en Italie entre 1905 et 1929 (de façon discontinue jusqu'en 1923).

## Histoire
La Coppa Florio a été nommée ainsi en 1905 lorsque Vincenzo Florio, mécène sicilien passionné d’automobile et frère d'Ignazio Florio Jr., offrit au vainqueur de cette compétition une somme de 50 000 lires ainsi qu'une coupe conçue et réalisée par Polak, à Paris. Celle-ci fut remise, lors des sept premières éditions, à chaque reprise à un constructeur différent. Le premier lauréat de cette course fut Giovanni Battista Raggio, vainqueur de la Coppa Florio 1905 sur une ITALA 100 HP. Il a été décidé de l'attribuer définitivement au premier double lauréat. Vincenzo Florio avait initialement évoqué le délai de sept ans pour un éventuel triple vainqueur. Chose fut faite dès 1925 avec le constructeur français Peugeot, Lucien Rosengart alors l'un des administrateurs de la firme, remettant cependant en jeu le trophée dès l'année suivante sportivement au nom de son entreprise, étant convenu désormais comme initialement de l'attribuer de façon définitive au premier éventuel triple vainqueur. La victoire d'une autre société française, Bugatti en 1929, signa ainsi la fin du défi annuel (trois succès durant les quatre années qui s'ensuivirent). Au total, 4 Français remportèrent 6 des 8 éditions disputées durant les années 1920.
Jusqu'en 1907 ainsi qu'en 1921, la route Brescia-Crémone-Mantoue-Brescia fut empruntée en Lombardie au début du mois de septembre. En 1908, l'itinéraire suivit à la même période le circuit routier dit de Bologne, soit Bologne-Castelfranco Emilia-Sant'Agata Bolognese-San Giovanni in Persiceto-Bologne, en Émilie-Romagne.
De 1924 à 1926, puis en 1928 et 1929, la coupe est conjointement organisée par commodité avec la Targa Florio fin avril ou début mai, sur le Medio circuito delle Madonie à partir de Palerme, long de 108 kilomètres (11 tours à couvrir pour la Targa soit près de 1 200 kilomètres, et 4 à 5 pour la Coppa), à une exception près en 1927 avec une organisation française, pour rendre hommage à la double victoire sochalienne.
Des courses pour voiturettes, le Circuit de Sicile et la Course de Madonie, existèrent aussi entre 1906 et 1909, remportées chaque saison par Vincenzo Florio en personne sur De Dion-Bouton.
Le 17 juillet 1927, elle s'effectua exceptionnellement à partir de la ville de Saint-Brieuc.
De 1973 à 1981 sans discontinuer, la nouvelle Coupe Florio fut alors réorganisée sur l'autodrome de Enna en endurance, souvent sur plus de 1 000 kilomètres, désormais en Sport Prototypes. Quelques noms reconnus ornèrent son palmarès, tels John Fitzpatrick (1974), Arturo Merzario (1975 et 1977), Jochen Mass et Rolf Stommelen (1976), Lella Lombardi (1979, avec l'italien Enrico Grimaldi), Emilio de Villota (1981, avec l'anglais Guy Edwards). En 1975, 1976, 1977, 1979 et 1981, la course fut intégrée à six reprises au Championnat du monde des voitures de sport, sous forme de 1.20 à 3 Heures (1976 à 1978) ou de 6 Heures (1975, 1979 et 1981).
En 2020, Creventic relance la course sur le tracé d'Enna-Pergusa, dans le cadre des 24H Series, en lieu et place des 12 Heures d’Imola qui ne peuvent plus avoir lieu à cause du bruit. La course, d'une durée de douze heures (6 heures le samedi et 6 heures le dimanche) est ouverte aux GT, protos et voitures de tourisme est remportée par la Porsche 911 GT3-R de GPX Racing piloté par Frédéric Fatien, Jordan Gorgor, Mathieu Jaminet et Robert Renauer.

## Palmarès

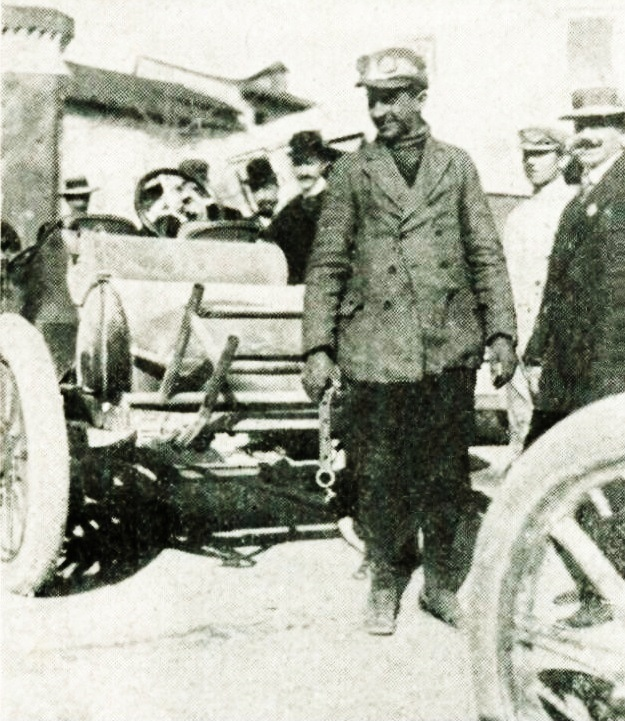
Ferdinando Minoia vainqueur de la Coppa Florio 1907, sur Isotta-Fraschini.
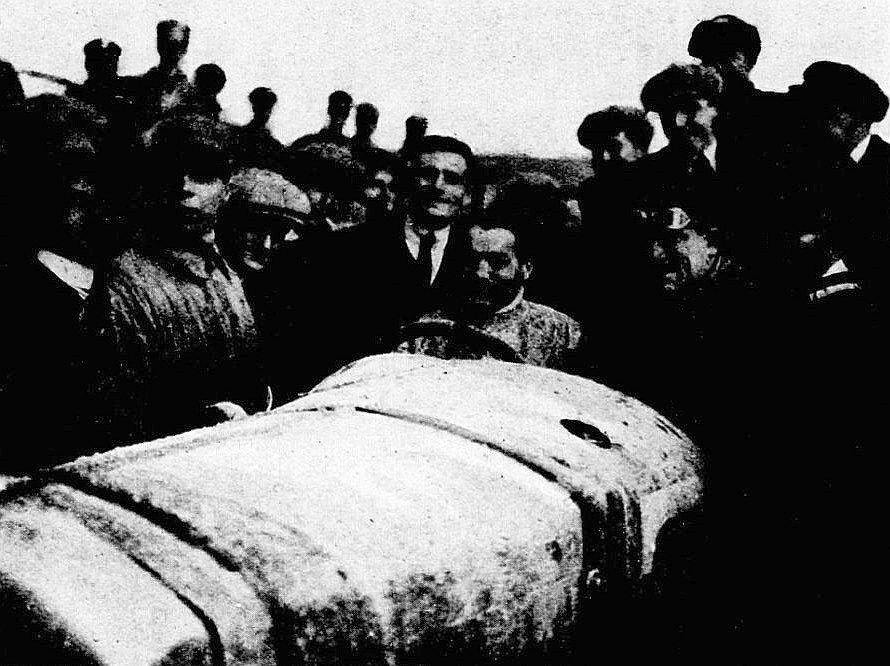
André Boillot, vainqueur de la Coppa Florio en 1922 sur Peugeot aux Madonies.
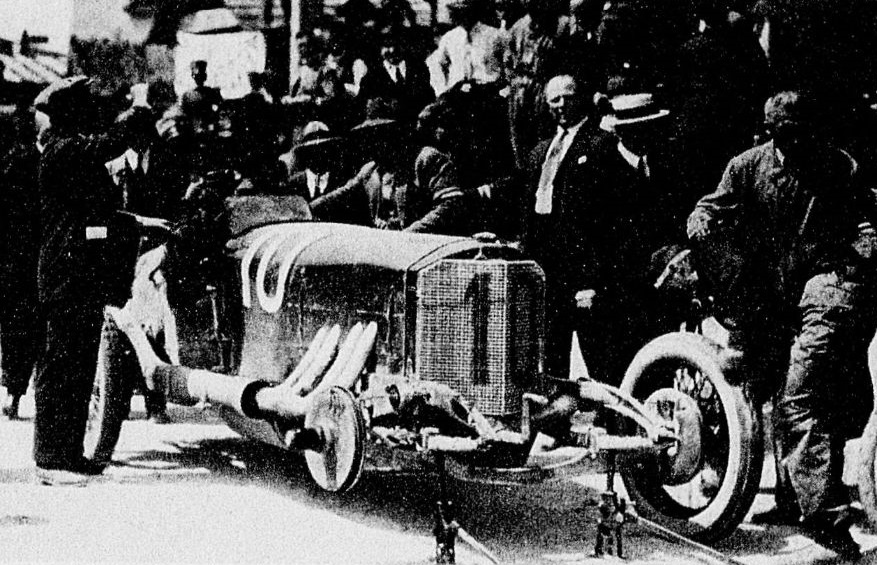
Christian Werner vainqueur en 1924.
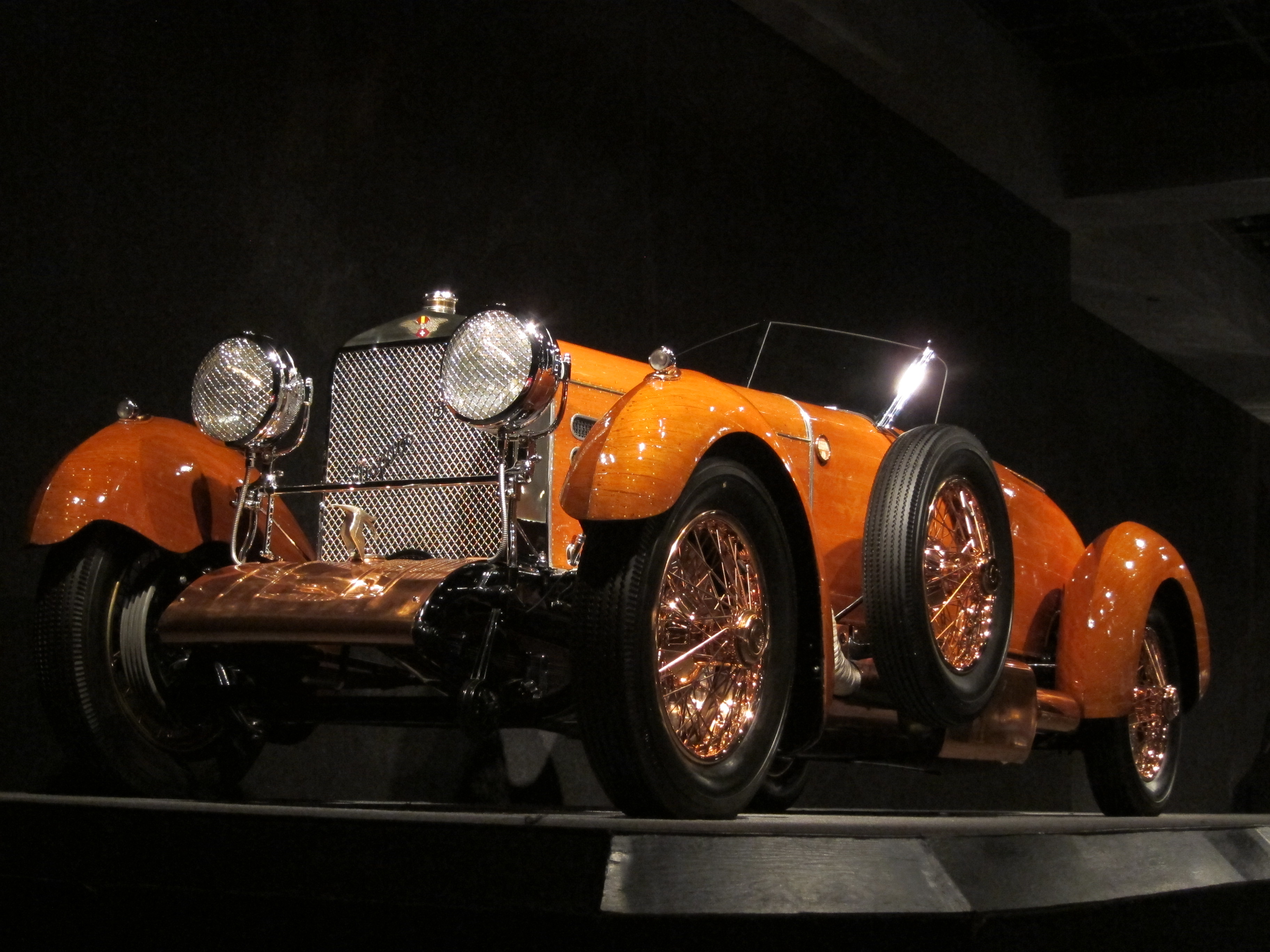
L'Hispano-Suiza d'André Dubonnet, 5e de l'édition 1924 sur H6C "Tulipwood" Torpedo (46 CV et 8,0 l, à carrosserie en bois de rose ; 6e à la Targa Florio 1924).
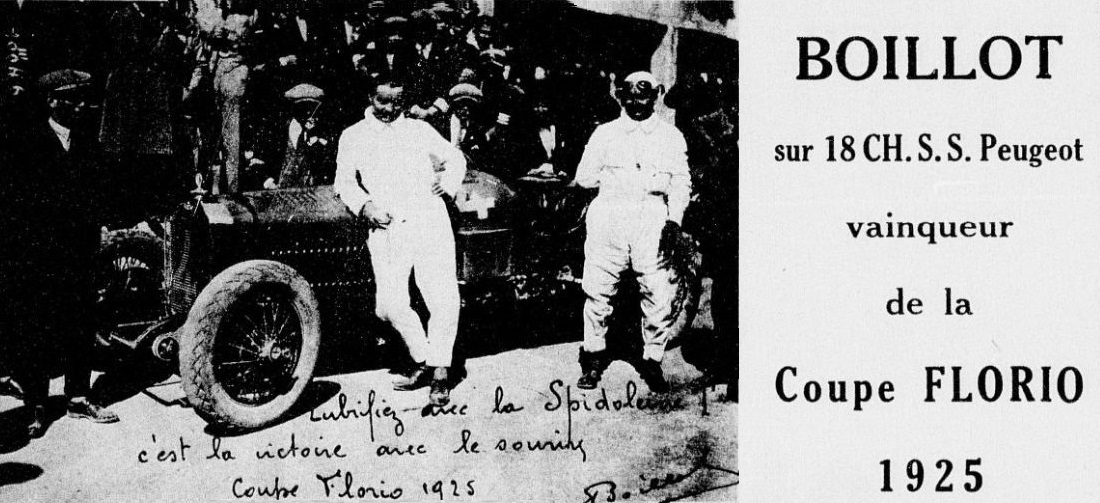
A. Boillot lauréat sur Peugeot 18CH.S.S. en 1925.
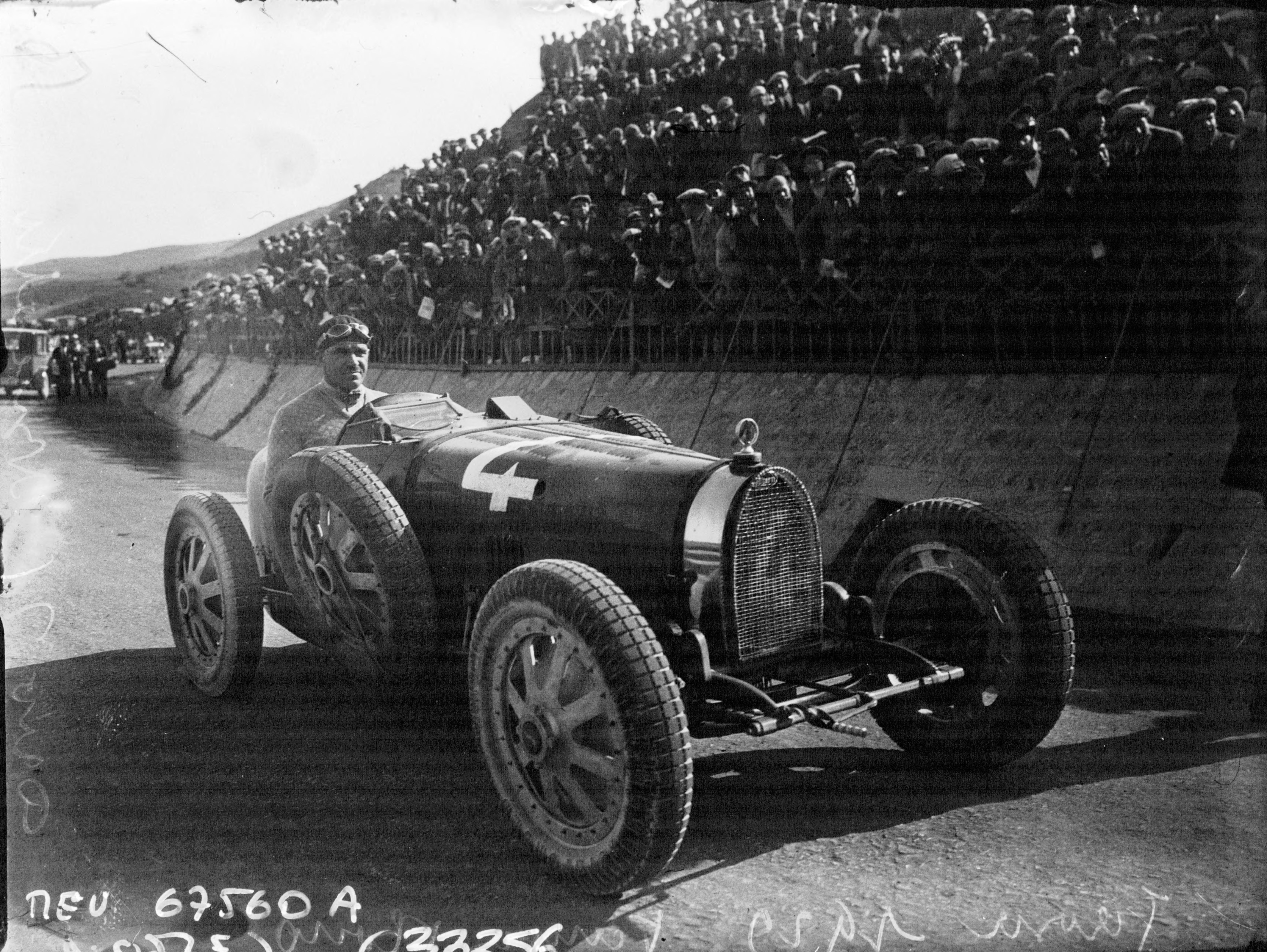
Albert Divo le 5 mai 1929, lauréat de la Coppa et de la Targa deux années de rang pour Bugatti.

| Année                       | Édition                                | Vainqueur                                                    | Voiture                      | Circuit                | Longueur / Durée                                      |
| --------------------------- | -------------------------------------- | ------------------------------------------------------------ | ---------------------------- | ---------------------- | ----------------------------------------------------- |
| Coppa Brescia               |                                        |                                                              |                              |                        |                                                       |
| 1900                        | Coppa Brescia                          | Alberto Franchetti                                           | Panhard & Levassor 12 HP     | Brescia                | Nc.                                                   |
| 1901 - 1903 : Pas de course |                                        |                                                              |                              |                        |                                                       |
| 1904                        | Coppa Brescia                          | Vincenzo Lancia                                              | Fiat 75 HP                   | Brescia                | 372,2 km (en 2 tours) / 3 h 12 min                    |
|                             |                                        |                                                              |                              |                        |                                                       |
| Coppa Florio                |                                        |                                                              |                              |                        |                                                       |
| 1905                        | Ire                                    | Giovanni Battista Raggio                                     | Itala 112 HP                 | Brescia                | 500,7 km (en 3 tours) / 4 h 46 min                    |
| 1906 : Pas de course        |                                        |                                                              |                              |                        |                                                       |
| 1907                        | IIe                                    | Ferdinando Minoia                                            | Isotta-Fraschini             | Madonies               | 485,7 km (en 8 tours) / 4 h 39 min                    |
| 1908                        | IIIe                                   | Felice Nazzaro                                               | Fiat 28/40 HP                | Bologne                | 528,1 km (en 10 tours) / 4 h 25 min                   |
| 1909 - 1913 : Pas de course |                                        |                                                              |                              |                        |                                                       |
| 1914                        | IVe                                    | Felice Nazzaro                                               | Nazzaro                      | Madonies               | 446,5 km (en 3 tours) / 8 h 11 min                    |
| 1915 - 1920 : Pas de course |                                        |                                                              |                              |                        |                                                       |
| 1921                        | Ve                                     | Jules Goux                                                   | Ballot 3,0 l                 | Brescia                | 519 km / 3 h 35 min                                   |
| 1922                        | VIe                                    | André Boillot                                                | Peugeot                      | Madonies               | 432 km / 7 h 9 min                                    |
| 1923 : Pas de course        |                                        |                                                              |                              |                        |                                                       |
| 1924                        | VIIe                                   | Christian Werner                                             | Mercedes-Benz TF             | Madonies               | 432 km / 6 h 32 min                                   |
| 1925                        | VIIIe                                  | André Boillot                                                | Peugeot 18CV S.S.            | Madonies               | 540 km / 7 h 32 min                                   |
| 1926                        | IXe                                    | Bartolomeo Costantini                                        | Bugatti Type 35              | Madonies               | 540 km / 7 h 20 min                                   |
| 1927                        | Xe (Coupe Florio de Saint-Brieuc)      | Robert Laly,                                                 | Ariès 3,0 l L4               | Saint-Brieuc           | 407,250 km / 4 h 11 min 29 s                          |
| 1928                        | XIe                                    | Albert Divo                                                  | Bugatti Type 35B             | Madonies               | 540 km (5 tours de 108 km) / 7 h 20 min 56 s          |
| 1929                        | XIIe                                   | Albert Divo                                                  | Bugatti Type 35C             | Madonies               | 540 km (5 tours de 108 km) / 7 h 15 min 41 s          |
| 1930 - 1973 : Pas de course |                                        |                                                              |                              |                        |                                                       |
| 1974                        |                                        | John Fitzpatrick                                             | Porsche Carrera RSR          | Circuit d'Enna-Pergusa | 290,700 km (60 tours de 4,845 km) / 1 h 35 min 59 s   |
| 1975                        |                                        | Arturo Merzario Jochen Mass                                  | Alfa Romeo T33/TT/12         | Circuit d'Enna-Pergusa | 1 002,905 km (207 tours de 4,845 km) / 5 h 25 min 7 s |
| 1976                        |                                        | Jochen Mass Rolf Stommelen                                   | Porsche 936                  | Circuit d'Enna-Pergusa | 504,900 km (102 tours de 4,950 km) / 2 h 57 min 48 s  |
| 1977                        |                                        | Arturo Merzario                                              | Alfa Romeo T33/TT/12         | Circuit d'Enna-Pergusa | 495,000 km (100 tours de 4,950 km) / 2 h 57 min 40 s  |
| 1978                        |                                        | Carlo Virginio "Gimax" Franchi Giorgio Francia               | Osella PA6-BMW               | Circuit d'Enna-Pergusa | 396,000 km (80 tours de 4,950 km) / 2 h 19 min 42 s   |
| 1979                        |                                        | Riccardo Patrese Carlo Facetti                               | Lancia Beta Montecarlo Turbo | Circuit d'Enna-Pergusa | ? / ?                                                 |
| 1980                        |                                        | Eugenio "Amphicar" Renna                                     | Osella PA7-BMW               | Circuit d'Enna-Pergusa | 99,000 km (20 tours de 4,950 km) / 0 h 32 min 48,46 s |
| 1981                        |                                        | Emilio de Villota Guy Edwards                                | Lola T600-Ford               | Circuit d'Enna-Pergusa | 999,900 km (202 tours de 4,950 km) / 6 h 0 min 49 s   |
| 1982 - 2019 : Pas de course |                                        |                                                              |                              |                        |                                                       |
| 2020                        | Coppa Florio Hankook 12 Ore di Sicilia | Frédéric Fatien Jordan Gorgor Mathieu Jaminet Robert Renauer | Porsche 911 GT3-R            | Enna-Pergusa           | 12 h 1 min 13,952 s / 374 tours de 4,983 km           |
| 2021                        | Coppa Florio Hankook 12 Ore di Sicilia | Course annulée                                               | Course annulée               | Course annulée         | Course annulée                                        |